# 코어 이미지
코어 이미지(Core Image)는 맥 OS X의 픽셀 정확도, 실시간에 가까운 비파괴 이미지 처리 기술이다. 맥 OS X 10.4 이상의 쿼츠코어(QuartzCore) 프레임워크의 일부로 구현된 코어 이미지는 필터 및 쿼츠 그래픽 렌더링 레이어 내의 효과 적용을 위한 플러그인 기반 아키텍처를 제공한다. 프레임워크는 나중에 iOS 5에서 iOS에 추가되었다.

## 같이 보기
- 애퍼처 (소프트웨어)
- 애플 개발자 도구
- 쿼츠 컴포저
- GEGL